# 擬似完全数
擬似完全数（ぎじかんぜんすう、英: semiperfect number, pseudoperfect number）とは、自分自身を除くいくつかの約数の総和が元の数に等しい自然数のことである。

## 概要
例えば、40 の約数 1, 2, 4, 5, 8, 10, 20, 40 のうち 1, 4, 5, 10, 20 の5つを選ぶと、それらの和は 1 + 4 + 5 + 10 + 20 = 40 と元の数に等しいので 40 は擬似完全数である。擬似完全数は全て合成数で無数に存在し、そのうち最小の数は 6 である。
擬似完全数を小さい順に列記すると
6, 12, 18, 20, 24, 28, 30, 36, 40, 42, 48, 54, 56, 60, 66, 72, 78, 80, 84, 88, 90, 96, 100, 102, …
となる。
奇数の擬似完全数のうち最も小さい数は 945 である。擬似完全数の倍数は全て擬似完全数であり、したがって偶数の擬似完全数も奇数の擬似完全数も無数に存在する。
n を自然数、p を p < 2n+1 を満たす奇素数として、2np の形で表される数は全て擬似完全数である。
擬似完全数は全て完全数もしくは過剰数であり、特に全ての完全数は擬似完全数でもある。しかし過剰数であっても擬似完全数でない数は無数に存在し、それらは不思議数と呼ばれる。

## 原始擬似完全数
擬似完全数のうち、その約数に他の擬似完全数を含まない数を原始擬似完全数（げんしぎじかんぜんすう、英: primitive semiperfect number, primitive pseudoperfect number, irreducible semiperfect number, irreducible pseudoperfect number）という。原始擬似完全数は無数に存在し、そのうち最小の数は 6 である。
原始擬似完全数を小さい順に列記すると
6, 20, 28, 88, 104, 272, 304, 350, 368, 464, 490, 496, 550, 572, 650, 748, 770, 910, 945, 1184, …
となる。
奇数の原始擬似完全数は無数に存在し、調和数でない原始擬似完全数も無数に存在する。

## その他擬似完全数に関すること
- 完全数の約数はすべて不足数である。90 は疑似完全数であるが自身の約数のうち不足数だけを加えて自身になる数である[3]。
- たとえば、σ(a) - 2a = 1（σ は約数関数）を満たす自然数は疑似完全数と呼ばれる。だが実際に、その解が -1, 0, 1 を満たすような自然数 a が存在するのかどうかは不明であり、現在の数学では分かっていない。